# آني جونز (المرأة الملتحية)
آني جونز إليوت (بالإنجليزية: Annie Jones)‏ (14 يوليو 1865  –  22 أكتوبر 1902) كان امرأة ملتحية أمريكية، ولدت في ولاية فرجينيا.
قامت بجولة مع الأستعراضي بارنوم كجاذب للسيرك. غير معروف ما إذا كان سبب حالتها هو الشعرانية أو حالة وراثية غير ذات صلة تؤثر على الأطفال من كلا الجنسين وتستمر حتى سن البلوغ.
العديد من المصورين، بما في ذلك ماثيو برادي، أخذوا لها صور أثناء حياتها، والتي تم توزيعها على نطاق واسع.
كبالغة، أصبحت آني «السيدة الملتحية» الأعلى في البلاد والمتحدث بأسم «المسوخ». تزوجت من ريتشارد إليوت في عام 1881، ولكن تطلقت منه في عام 1895 لأجل حبيب طفولتها وليام دونوفان، والذي مات تاركاً آني جونز أرملة. في عام 1902 توفيت جونز في بروكلين أثر مرض السل.

## النشأة
ولدت آني جونز في ماريون، فيرجينيا، مقر مقاطعة سميث، في الطرف الجنوبي الغربي من الكومنولث، في 14 يوليو 1865. أنضمت آني إلى معرض بارنوم كطفلة لم تتجاوز تسعة أشهر، تلقى والدا جونز 150 دولارًا راتب أسبوعي.
كانت توصف بأنها «عيسو الرضيع» الجديد. في سن الخامسة، كان لديها شارب وسوالف، وأصبحت معروفة باسم «الفتاة الملتحية». التقط المصور الأمريكي ماثيو برادي صورة لآني كطفل في عام 1865. تم أخذ عدد من الصور الإضافية لآني خلال حياتها وتم توزيعها على نطاق واسع.
في حادثة ربما كانت إحدى الأعمال المثيرة للدعاية لبارنوم، اختطف عالم بفراسة الدماغ من نيويورك آني عندما كانت طفلة صغيرة. ووجدها بارنوم والشرطة في معرض للكنيسة. عندها ادعى الرجل أن الطفل له، ذهب الأمر إلى المحكمة. وكان القاضي قد فصل آني عن الآخرين قبل وقت الشهادة. عندما نقل الطفل إلى قاعة المحكمة، ذهبت مباشرة إلى والديها حال رؤيتهما. عندها أعلن القاضي القضية مغلقة.

## وصلات خارجية
- The Human Marvels Biography, J. Tithonus Pednaud
- Bearded Ladies
- Monkey Girl